# Einstein (Mondkrater)
Einstein ist ein großer Mondkrater in der Nordhalbkugel. Bei günstiger Libration ist die Formation zum Teil von der Erde aus zu beobachten.
| Buchstabe | Position           | Durchmesser | Link |
| --------- | ------------------ | ----------- | ---- |
| A         | 16,69° N, 88,25° W | 50 km       |      |
| R         | 13,83° N, 91,88° W | 20 km       |      |
| S         | 15,1° N, 91,67° W  | 20 km       |      |

Er wurde von der IAU nach dem Physiker Albert Einstein benannt.